# 자만벽화마을

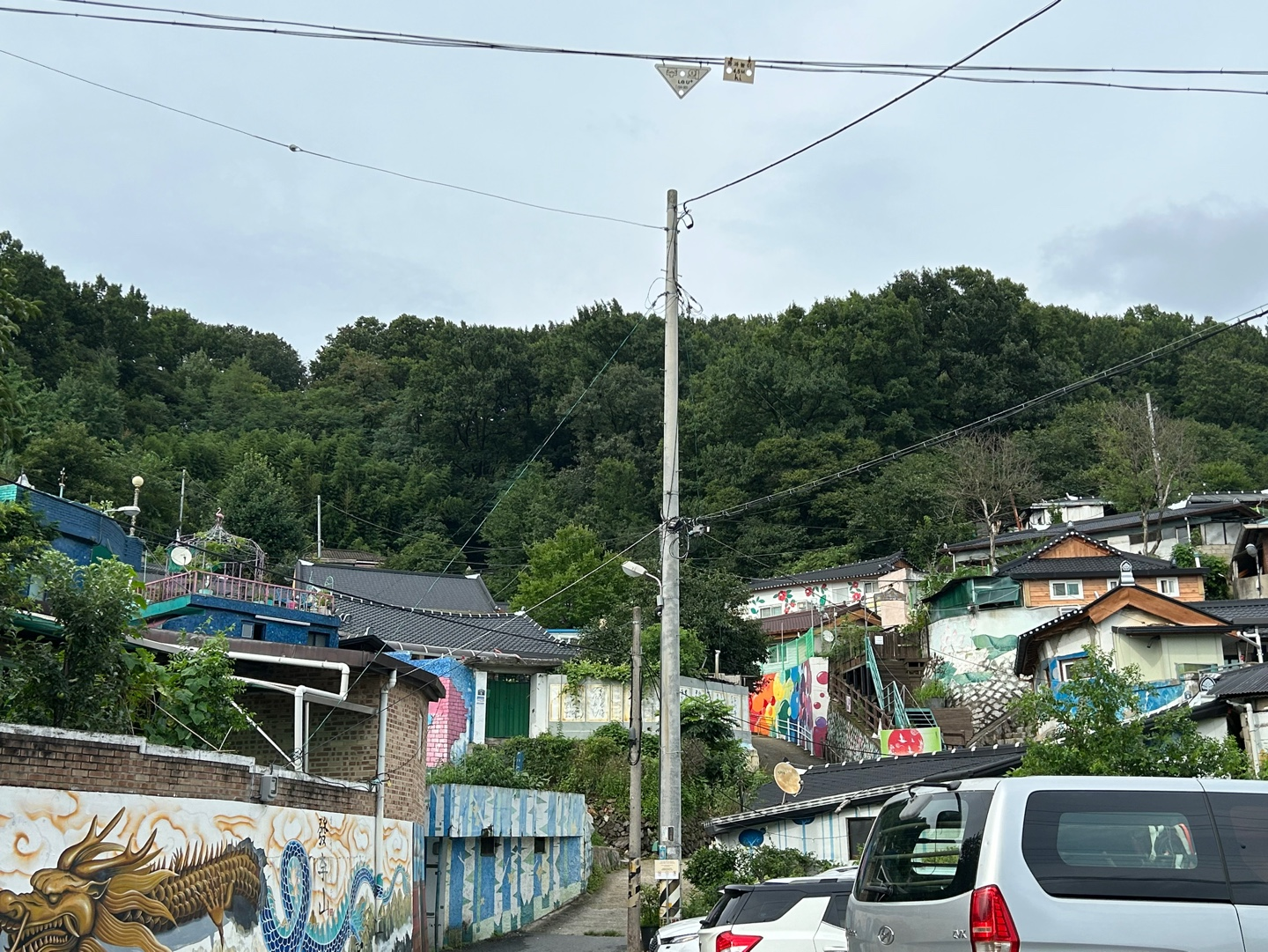
자만벽화마을 전경

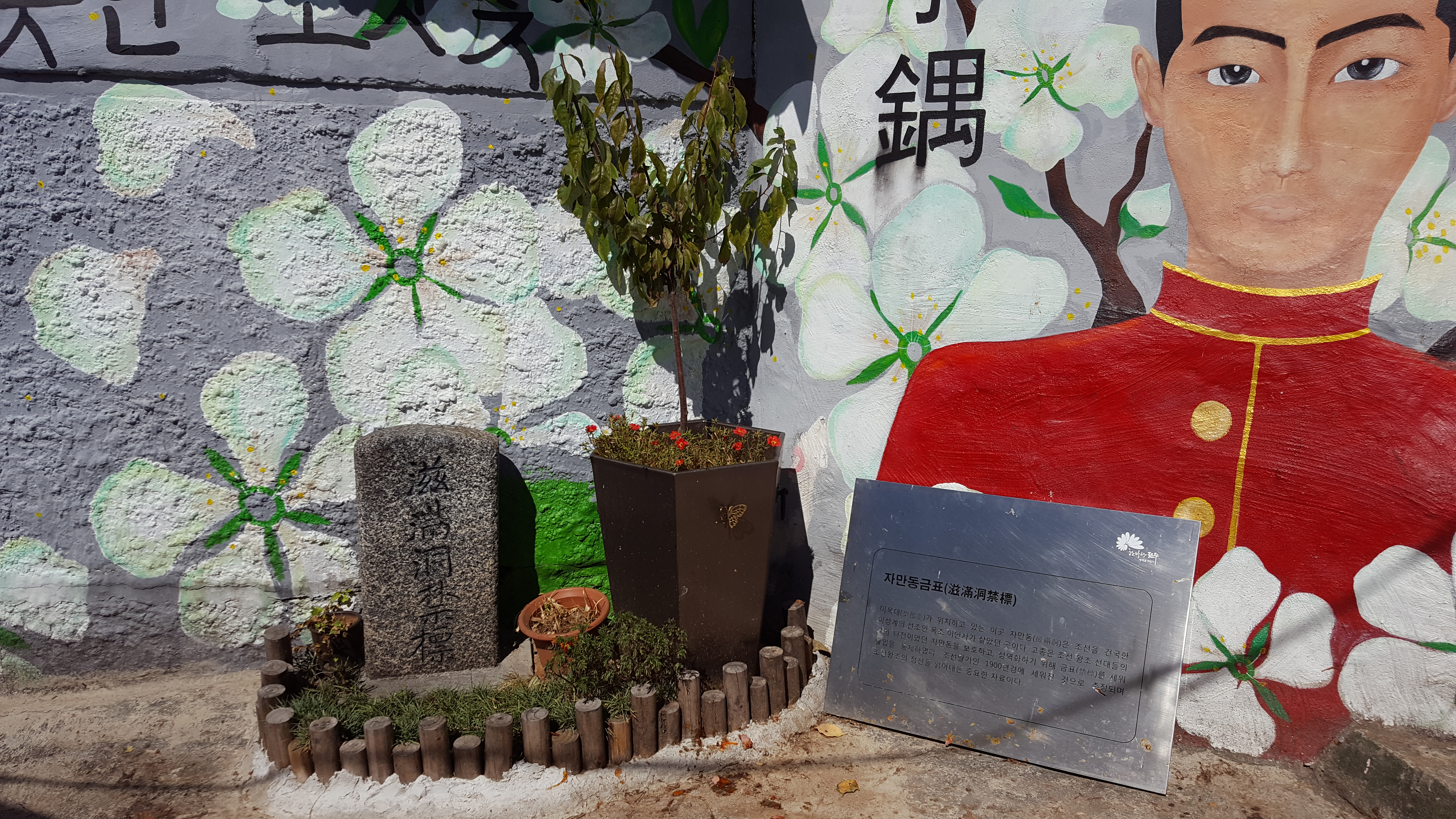
이안사가 살았던 자만동 일대에 대한 출입 금지를 알리는 표시석

자만벽화마을은 전주한옥마을의 언덕 위에 위치해 있다. 언덕을 따라 길을 올라가 보면 한옥마을이 한눈에 보인다. 6.25 전쟁 당시 피난민들이 주가 되어 형성되었던 마을로, 2012년부터 벽화가 그려지기 시작하였다.
일본의 애니메이션 토토로, 센과 치히로의 행방불명, 도라에몽 등의 캐릭터가 벽면을 따라 그려져 있다. 영화 마틸다, 이상한 나라의 앨리스, 쿵푸팬더도 벽면 곳곳에서 발견할 수 있다. 
태조 이성계의 4대조 목조(穆祖) 이안사(李安社)가 살았던 곳을 표시한 자만동금표(滋滿洞禁標)와 푸른 하늘과 함께 전주 시내를 한눈에 살펴볼 수 있는 벽화마을의 명소 "옥상 정원"을 만날 수 있다. 아기자기한 카페와 게스트하우스, 식당도 있으며, 대략 30분 정도면 다 돌아볼 수 있다. 근처에 있는 오목대와 이목대가 있어 문화재 탐방코스로도 많은 호응을 얻고 있다.